# Sticta martinii
Sticta martinii är en lavart som beskrevs av D. J. Galloway. Sticta martinii ingår i släktet Sticta och familjen Lobariaceae.   Inga underarter finns listade i Catalogue of Life.